# Saint Hugh's Charterhouse
Saint Hugh's Charterhouse in Parkminster is het enige post-reformatorisch kartuizerklooster in het Verenigd Koninkrijk. Het is gesitueerd in Cowfold, West Sussex, Engeland.
Het klooster werd gesticht in 1872 op een stuk land voordien bekend als "Picknoll". Dit werd verworven om twee huizen voor Franse kartuizers in ballingschap te bouwen. De bouw liep van 1876 tot 1883 en werd gedaan door een Franse architect, Clovis Normand, die een ruim budget ter zijner beschikking had. Het aantal monniken varieerde doorheen de jaren: 30 in 1883, 70 in 1928, 22 in 1984 en momenteel 26 (januari 2017).
De gebouwen zijn opgetrokken in een Franse neogotische stijl welke door sommigen als "zwak" omschreven werd. Niettegenstaande was het Pevsner's oordeel dat "het plan schitterend is maar enkel vanuit de lucht goed bekeken kan worden".
De kerk herbergt de relieken van de heilige Hugo van Lincoln, sint Bonifatius en de heilige Maagd Maria. Ze heeft een ongewoon smalle spits van 61,87m hoog. De kerk vormt het centrum van het complex dat tevens een uitgebreide bibliotheek van speciosa en handschriften bevat en een kapittelzaal versierd met afbeelding van het martelaarschap van eerdere monniken.
De grote kloostergang is meer dan 115 meter lang en hiermee een van de grootste ter wereld. Het verbindt de 34 kloostercellen met de kerk en de andere gebouwen terwijl het iets meer dan anderhalve hectare met boomgaarden en het kloosterkerkhof omsluit.
Het is een Grade II* listed gebouw.